# Aeroportul Bislig
Aeroportul Bislig (IATA: BPH, ICAO: RPMF) este un aeroport din Caraga⁠(d), Filipine ce deservește zona Bislig⁠(d). Aeroportul a fost tranzitat în 2021 de 0 pasageri. A fost numit după zona deservită.
Situat la o altitudine de 9 m, aeroportul dispune de o singură pistă.